# 분례기
《분례기》(糞禮記)는 작가 방영웅의 장편소설이다. 이 소설은 1967년 《창작과 비평》에 발표되었다. 이 작품은 표현방법의 토착화, 드라마의 원색성, 간결한 문장, 대담한 성(性)묘사 등 많은 문제성을 내포하고 있으며, 당시 문단의 화제가 된 것은 물론 장기간에 걸친 베스트셀러였다. 
단종 되었던 소설이 최근[24년 8월] 이음출판컨텐츠에서 아카이브 시리즈로 재출간 되었다. 

## 줄거리
'똥례'는 어머니가 변소에 갔다가 인분(人糞) 위에서 낳았다고 해서 붙여진 이름이다. 그녀는 산에 땔나무하러 다니던 중 겁탈당해 처녀성을 잃은 채 재취로 들어간다. 남편은 룸펜으로 노름에 정신이 없다. 어느날 돈을 몽땅 잃게 된 남편은 그 화풀이로 똥례를 사정없이 때린 뒤 내쫓는다. 거리를 헤매다가 또 겁탈당하게 된 똥례는 종래 정신이상자가 되어 친정 동네로 잡혀오지만, 다시 도망의 길을 떠난다.

## 평가
충청도 예산 지방의 어느 시골을 무대로 했다는 이 작품은 한국 농촌의 전근대적 풍속·생활양식, 그리고 전설·속담 등이 다채롭게 활용되고 있으며, 시골 어디서나 볼 수 있는 등장 인물의 전형성(典型性)이 뚜렷하게 부각되어 있다. 토속적 니힐리즘에 입각한 시골 사람들의 불쌍한 생활양식을 시적(詩的)으로 표현한 수작이다.

## 영상화
1983년 5월 KBS TV 문학관 84회에서 단막극으로 제작되어 방영되었다. 최경식이 각색했고, 이덕희가 분례 역을 맡았다. 이후 1992년 1월부터 약 2개월 간 SBS에서 월화드라마로 제작되어 방영되었는데, 당시 SBS 공채 1기 탤런트 신영진이 분례 역을 맡았다.